# Chip Wasson
Chip Wasson (15 de junio de 1965) es un deportista estadounidense que compitió en vela en la clase Formula Kite. Ganó una medalla de plata en el Campeonato Mundial de Formula Kite de 2009.

## Palmarés internacional
| \| Campeonato Mundial \| Campeonato Mundial \| Campeonato Mundial \| Campeonato Mundial \| \| Año \| Lugar \| Medalla \| Clase \| \| ------------------ \| ------------------------------ \| ------------------ \| ------------------ \| \| 2009 \| San Francisco (Estados Unidos) \| Medalla de plata \| Formula Kite \| |                                |                  |              |
| Campeonato Mundial |                                |                  |              |
| Año | Lugar                          | Medalla          | Clase        |
| 2009 | San Francisco (Estados Unidos) | Medalla de plata | Formula Kite |